# Vaccinium lanigerum
Vaccinium lanigerum är en ljungväxtart som beskrevs av Hermann Sleumer. Vaccinium lanigerum ingår i Blåbärssläktet, och familjen ljungväxter. Inga underarter finns listade i Catalogue of Life.